# Hermann Schüpbach
Hermann Schüpbach (* 5. April 1877 in Steffisburg; † 30. Juni 1949 in Bern, heimatberechtigt in Steffisburg und Thun) war ein Schweizer Politiker (FDP).

## Biografie
Schüpbach besuchte das Freie Gymnasium in Bern und schloss dort die Matura ab. Von 1896 bis 1900 studierte er dann Rechtswissenschaften an den Universitäten von Lausanne, Bern und Friedrich-Wilhelms-Universität in Berlin. Danach führte er eine Anwaltskanzlei in Thun.
Während fünfzehn Jahren politisierte Schüpbach für die FDP von 1905 bis 1920 im Grossen Rat des Kantons Bern. Bei den Parlamentswahlen 1911 wurde er in den Nationalrat gewählt. Dort war er von 1928 bis 1933 Fraktionspräsident der FDP-Fraktion und in seinem letzten Amtsjahr 1935 Nationalratspräsident. 1929 kandidierte er für den Bundesrat, verlor aber gegen Rudolf Minger. Von 1929 bis 1934 war er Präsident der nationalen FDP.
Hermann Schüpbach war ein einflussreicher Wirtschaftsanwalt und hatte auch Einsitze in verschiedensten Verwaltungsräten. So unter anderem bei Astra, Merkur, Tobler, der Schweizerischen Volksbank, Philips, Scintilla und Viscosuisse.